# Aéroport international O'Hare de Chicago
Pour les articles homonymes, voir O'Hare.
L'aéroport international O'Hare de Chicago (en anglais : Chicago O'Hare International Airport), plus simplement O'Hare (code IATA : ORD • code OACI : KORD), est un aéroport américain situé à Chicago, dans l'Illinois. Quatrième aéroport mondial en nombre de passagers (statistiques de 2021), il accueille cette année plus de 54 millions de personnes. L'aéroport reçoit son nom en l'honneur de l'aviateur américain Edward O'Hare (1914-1943), premier as de la United States Navy, mort au combat dans le Pacifique.
Plaque tournante nord-américaine, O'Hare constitue aussi l'un des aéroports les plus perturbés dans son trafic que ce soit en raison de la densité des rotations ou des conditions climatiques difficiles qui règnent sur la région, aboutissant à de très nombreux retards. Ainsi, jusqu'en 2005, il est le premier aéroport mondial pour le nombre de mouvements d'avions, avant qu'une limitation fédérale des vols ne soit imposée pour réduire les retards sur l'aéroport, le rétrogradant à la deuxième place avec 882 617 mouvements, soit 2 418 par jour. O'Hare représente actuellement un sixième des vols annulés aux États-Unis.
Il est également le quatrième aéroport américain par le nombre de destinations internationales desservies après ceux de John-F.-Kennedy de New York, Los Angeles et Miami. Si O'Hare est le principal aéroport de la ville, Chicago est également desservie par trois autres aéroports internationaux : Midway (plus proche du district financier de Downtown Chicago), Gary (en banlieue sud) et Rockford (en banlieue ouest). O'Hare sert de plate-forme de correspondance à United Airlines (principal hub pour la compagnie dont le siège est à Chicago) et à American Airlines.

## Histoire

Plan de l'aéroport O'Hare.

L'aéroport fut construit entre 1942 et 1943 comme usine pour Douglas C-54 pendant la Seconde Guerre mondiale. L'emplacement fut choisi pour sa proximité de Downtown Chicago et du métro. Les deux millions de pieds carrés de l'usine ont eu besoin de facilité d'accès à la main-d'œuvre, aussi bien que son infrastructure étendue pour les chemins de fer. L'endroit de verger était une petite communauté préexistante dans le secteur, et l'aéroport était connu pendant la guerre en tant qu'aéroport du secteur de verger/champ de Douglas (par conséquent l'indicatif d'appel ORD). Le service était également l'emplacement du dépôt spécial de l'armée de l'air, qui a stocké beaucoup d'avions rares ou expérimentaux, y compris les avions ennemis capturés. Plus tard, ces avions historiques ont été transférés au National Museum of the United States Air Force (musée national de l'armée de l'air des États-Unis), continuant à former le noyau de la collection de musée de l'air et de l'espace de la Smithsonian.
Le contrat de la société aéronautique de Douglas s'est terminé en 1945, et bien qu'on ait proposé des plans pour construire des avions commerciaux, la compagnie a finalement choisi de concentrer la production sur la côte ouest des États-Unis. Avec le départ de Douglas, l'aéroport s'est renommé l'aéroport de verger. En 1945, le service a été choisi par la ville de Chicago pour l'emplacement conforme aux besoins prévisibles de l'aviation future. Bien que son code familier comprenne les trois lettres ORD, l'AITA reflète toujours la première identité de l'aéroport, il a été renommé en 1949 d'après le lieutenant commandant Edward O'Hare, un as du vol de la Seconde Guerre mondiale auquel on a attribué la médaille d'honneur.
Au début des années 1950, l'aéroport international Midway de Chicago, qui avait été l'aéroport primaire de Chicago depuis 1931, était devenu trop petit en dépit d'expansions multiples et ne pouvait plus supporter la prochaine génération prévue. La ville de Chicago et le FAA ont commencé à développer O'Hare comme aéroport principal pour les besoins futurs de Chicago. Les premiers vols commerciaux de passagers y ont commencé en 1955, et une borne internationale a été établie en 1958, mais la majorité du trafic domestique ne s'est pas déplacée de l'allée centrale jusqu'à l'accomplissement d'une expansion en 1962 de O'Hare. L'arrivée de l'ancien trafic de l'allée centrale a immédiatement fait de O'Hare l'aéroport le plus occupé du monde, servant 10 millions de passagers annuellement. Dans un délai de deux ans le nombre doublerait. En 1997, le volume annuel de passager a atteint 70 millions ; il approche maintenant 80 millions de passagers.
L'aéroport O'Hare est administrativement relié à la ville de Chicago par l'intermédiaire d'une bande étroite de terre, approximativement 200 pieds de large, le long de Foster Avenue, et de la rivière Des Plaines. Cette terre a été annexée dans les limites de la ville de Chicago dans les années 1950 pour assurer la contiguïté gouvernementale de la ville afin de garder l'enceinte de l'aéroport sous son contrôle. La bande est limitrophe au nord du village de Rosemont et au sud de celui de Schiller Park. En 1984, la ligne bleue de la Chicago Transit Authority a été étendue vers l'aéroport.

## Situation

### Carte des 30 principaux aéroports américains
| \| 500 km1:17 479 000 \| Atlanta Los Angeles Chicago · O'Hare Chicago · Midway Dallas · Fort Worth New York · JFK Newark · Liberty New York-LaGuardia Denver San Francisco Charlotte Las Vegas Phoenix Miami Houston Seattle Orlando Minneapolis · Saint-Paul Boston Détroit Philadelphie Fort Lauderdale · Hollywood Baltimore Washington · R. Reagan Washington · Dulles Salt Lake City San Diego Honolulu Tampa Portland |
| 500 km1:17 479 000 |

## Terminaux
L'aéroport international O'Hare possède quatre terminaux. Deux terminaux additionnels sont envisagés. Pour le côté ouest, si la reconfiguration de piste est accomplie, avec l'accès d'I-90 et/ou de l'autoroute urbaine d'Elgin-O'Hare, il y a la possibilité d'inclure un grand complexe au niveau du terminal. United Airlines est la plus importante compagnie aérienne à Chicago-O'Hare, transportant 48,79 % des passagers. American Airlines est la seconde avec 39,89 %. L'aéroport international de Chicago O'Hare possède 186 portes d'embarquement dans les quatre terminaux (1, 2, 3, 5) et 9 halls (B, C, E, F, G, H, K, L, M).

## Statistiques
Le graphique qui aurait dû être présenté ici ne peut pas être affiché car il utilise l'ancienne extension Graph, désactivée pour des questions de sécurité. Des indications pour créer un nouveau graphique avec la nouvelle extension Chart sont disponibles ici.

Voir la requête brute et les sources sur Wikidata.

## Compagnies et destinations

### Passagers
Note : Toutes les arrivées internationales, à l'exception des arrivées depuis les aéroports déjà soumis au prédédouanement (United States border preclearance), ont lieu au Terminal 5.
| Compagnies                    | Destinations | Refs   |
| ----------------------------- | --- | ------ |
| Aer Lingus                    | Dublin | [ 3 ]  |
| Aeroméxico                    | Guadalajara-M. Hidalgo y Costilla, Mexico-B. Juárez | [ 4 ]  |
| Air Canada                    | Montréal (P.-E.-Trudeau), Toronto (Pearson), Vancouver | [ 5 ]  |
| Air Canada Express            | Montréal (P.-E.-Trudeau), Vancouver | [ 5 ]  |
| Air France                    | Paris-Charles de Gaulle | [ 6 ]  |
| Air India                     | Delhi-Indira Gandhi | [ 7 ]  |
| Air New Zealand               | Auckland | [ 8 ]  |
| Air Serbia                    | Belgrade-Nikola-Tesla |        |
| Alaska Airlines               | Anchorage-T.-Stevens, Portland, San Francisco, Seattle-Tacoma En saison : Ixtapa/Zihuatanejo | [ 9 ]  |
| All Nippon Airways            | Tokyo-Haneda, Tokyo-Narita | [ 10 ] |
| American Airlines             | - Albuquerque, - Atlanta H.-Jackson, - Austin-Bergstrom, - Baltimore-T. Marshall, - Boston Logan, - Cancún, - Cedar Rapids, - Charlotte-Douglas, - Cleveland-Hopkins, - Dallas-Fort Worth, - Denver, - Des Moines, - Détroit, - Fort Myers, - Grand Rapids-G. R. Ford, - Hartford-Bradley, - Houston-George Bush, - Indianapolis, - Jacksonville, - Kansas City, - Lambert-Saint Louis, - Las Vegas-Harry-Reid, - Londres-Heathrow, - Los Angeles, - San José (Californie), - Miami, - Minneapolis-Saint-Paul, - Nashville, - Newark-Liberty, - La Nouvelle-Orléans-L. Armstrong, - New York-John F. Kennedy, - New York-LaGuardia, - Omaha-Eppley, - Santa Ana-J. Wayne, - Orlando, - Palm Beach, - Philadelphie, - Phoenix-Sky Harbor, - Pittsburgh, - Portland, - Raleigh-Durham, - Reno-Tahoe, - Rochester (État de New York), - Sacramento, - Salt Lake City, - San Antonio, - San Diego, - San Francisco, - San Juan - Luis-Muñoz-Marín, - Seattle-Tacoma, - Tampa, - Tucson, - Washington-Reagan En saison : - Anchorage-T.-Stevens, - Aruba-Reine-Beatrix, - Athènes E.-Venizélos , - Barcelone-El Prat, - Bozeman Yellowstone (en), - Buffalo-Niagara, - Calgary, - Charlotte Amalie - Cyril E. King, - Cozumel, - Dublin, - Vail (comté d'Eagle), - El Paso, - Fort Lauderdale-Hollywood, - Grand Cayman-O. Roberts, - Guatemala-La Aurora, - Jackson Hole, - Kalispell (en), - Key West, - Liberia-D.-Oduber, - Montego Bay-Donald Sangster, - Nassau L. Pindling, - Palm Springs, - Paris-Charles de Gaulle, - Providenciales, - Puerto Vallarta, - Punta Cana, - Rome Léonard-de-Vinci/Fiumicino, - Sarasota-Bradenton, - Vancouver, - Venise - Marco Polo | [ 12 ] |
| American Eagle                | - Albany, - Appleton-Outagamie, - Asheville, - Aspen, - Atlanta H.-Jackson, - Austin-Bergstrom, - Baltimore-T. Marshall, - Bangor, - Birmingham-Shuttlesworth, - Central Illinois, - Boise, - Buffalo-Niagara, - Cedar Rapids, - Willard, - Charleston, - Cincinnati-Northern Kentucky, - Cleveland-Hopkins, - Columbia, - Columbia Metropolitan, - John Glenn Columbus, - Dayton, - Des Moines, - Détroit, - El Paso, - Evansville (en), - Fargo-Hector, - Nord-ouest de l'Arkansas, - Flint-Bishop, - Fort Wayne (en), - Grand Rapids-G. R. Ford, - Austin-Straubel, - Greensboro (en), - Greenville-Spartanburg, - Harrisburg (Middletown), - Hartford-Bradley, - Huntsville (en), - Indianapolis, - Jacksonville, - Kalamazoo/Battle Creek (en), - Kansas City, - Key West, - Knoxville-McGhee Tyson (en), - La Crosse (en), - Lambert-Saint Louis, - Lansing (Michigan), - Lexington-Blue Grass (en), - Little Rock-Clinton, - Louisville-Standiford Field, - Madison (comté de Dane), - Manhattan (en), - Sawyer (en), - Memphis, - Milwaukee-General Mitchell, - Minneapolis-Saint-Paul, - Moline (Quad-City) (en), - Nashville, - La Nouvelle-Orléans-L. Armstrong, - Norfolk, - Oklahoma City (Will Rogers-World), - Omaha-Eppley, - Greater Peoria (en), - Pittsburgh, - Providence-T. F. Green, - Rapid City, - Richmond-Byrd Field, - Rochester (Minnesota) (en), - Rochester (État de New York), - Salt Lake City, - San Antonio, - Sioux Falls, - Springfield (en), - Springfield–Branson (en), - State College, - Syracuse-Hancock, - Toronto (Pearson), - Traverse City-Cherry Capital, - Tulsa (en), - Waterloo (en), - Central Wisconsin Airport, - Comté de Westchester, - Wichita, - Wilkes-Barre/Scranton En saison : - Billings Logan, - Bozeman Yellowstone (en), - Burlington, - Fort Walton-Nord Floride, - Halifax (Stanfield), - Harlingen-Valley International (en), - Hilton Head Island, - Manchester (New Hampshire), - Martha's Vineyard (en), - Missoula, - Montréal (P.-E.-Trudeau), - Myrtle Beach, - Nantucket Memorial (en), - Newark-Liberty, - Pensacola, - Plages du nord-ouest de la Floride, - Portland (Maine), - Québec (Jean-Lesage), - Raleigh-Durham, - Sarasota-Bradenton, - Savannah, - Yampa Valley (en), - Wilmington (en) | [ 12 ] |
| Austrian Airlines             | Vienne-Schwechat | [ 13 ] |
| Avianca Costa Rica            | Guatemala-La Aurora, San José-J. Santamaría |        |
| British Airways               | Londres-Heathrow | [ 14 ] |
| Cape Air                      | Manistee County-Blacker (en) |        |
| Cathay Pacific                | Hong Kong | [ 15 ] |
| Contour Airlines              | Kirksville (en), Marion (comté de Williamson) (en), Owensboro-Comté de Daviess |        |
| Copa Airlines                 | Panama-Tocumen | [ 16 ] |
| Delta Air Lines               | - Atlanta H.-Jackson, - Boston Logan, - Détroit, - Minneapolis-Saint-Paul, - New York-John F. Kennedy, - New York-LaGuardia, - Salt Lake City, - Seattle-Tacoma | [ 17 ] |
| Delta Connection              | Boston Logan, New York-John F. Kennedy |        |
| Denver Air connection         | Ironwood (Gogebic County) (en), Watertown (en) |        |
| Emirates                      | Dubaï | [ 18 ] |
| Ethiopian Airlines            | Addis-Abeba Bole[1] | [ 19 ] |
| Etihad Airways                | Abou Dabi | [ 20 ] |
| EVA Air                       | Taïwan-Taoyuan | [ 21 ] |
| Finnair                       | En saison : Helsinki-Vantaa | [ 22 ] |
| Frontier Airlines             | - Atlanta H.-Jackson, - Cancún, - Charlotte-Douglas, - Dallas-Fort Worth, - Denver, - Houston-George Bush, - Las Vegas-Harry-Reid, - Nashville, - Orlando, - Philadelphie - Phoenix-Sky Harbor, - Portland (Maine), - Punta Cana, - Raleigh-Durham, - Salt Lake City | [ 23 ] |
| Iberia                        | Madrid-Barajas | [ 24 ] |
| Icelandair                    | Reykjavik-Keflavík | [ 25 ] |
| ITA Airways                   | Rome Léonard-de-Vinci/Fiumicino |        |
| Japan Airlines                | Tokyo-Haneda |        |
| JetBlue Airways               | Boston Logan, New York-John F. Kennedy | [ 26 ] |
| KLM                           | Amsterdam | [ 27 ] |
| Korean Air                    | Séoul-Incheon | [ 28 ] |
| LOT Polish Airlines           | Cracovie-Jean-Paul II, Varsovie-Chopin | [ 29 ] |
| Lufthansa                     | Francfort, Munich-F. J. Strauß | [ 30 ] |
| Qatar Airways                 | Doha-Hamad | [ 31 ] |
| Royal Jordanian               | Amman-Reine-Alia | [ 32 ] |
| Scandinavian Airlines         | Copenhague-Kastrup |        |
| Southern Airways Express      | Burlington, Lafayette (université Purdue) (en), Muskegon, Quincy (Baldwin Field) (en) |        |
| Southwest Airlines            | - Austin-Bergstrom, - Baltimore-T. Marshall, - Cancún, - Dallas-Love Field, - Denver, - Fort Myers, - Las Vegas-Harry-Reid, - Nashville, - Orlando, - Phoenix-Sky Harbor |        |
| Spirit Airlines               | - Atlanta H.-Jackson, - Boston Logan, - Cancún, - Charlotte-Douglas, - Dallas-Fort Worth, - Fort Lauderdale-Hollywood, - Fort Myers, - Houston-George Bush, - La Nouvelle-Orléans-L. Armstrong, - Las Vegas-Harry-Reid, - Los Angeles, - Miami, - Newark-Liberty, - New York-LaGuardia, - Orlando, - San Juan - Luis-Muñoz-Marín, - Tampa En saison : Myrtle Beach, Phoenix-Sky Harbor | "      |
| Sun Country Airlines          | Minneapolis-Saint-Paul |        |
| Swiss International Air Lines | Zurich | [ 34 ] |
| TAP Air Portugal              | Lisbonne-H. Delgado | [ 36 ] |
| Turkish Airlines              | Istanbul | [ 37 ] |
| United Airlines               | - Albany, - Albuquerque, - Amsterdam, - Aruba-Reine-Beatrix, - Atlanta H.-Jackson, - Austin-Bergstrom, - Baltimore-T. Marshall, - Boston Logan, - Belize City-P. S. W. Goldson, - Bruxelles-National, - Buffalo-Niagara, - Calgary, - Cancún, - Cedar Rapids, - Charleston, - Charlotte-Douglas, - Cincinnati-Northern Kentucky, - Cleveland-Hopkins, - Colorado Springs, - John Glenn Columbus, - Dallas-Fort Worth, - Delhi-Indira Gandhi, - Denver, - Des Moines, - Détroit, - Fort Lauderdale-Hollywood, - Fort Myers, - Francfort, - Grand Rapids-G. R. Ford, - Greenville-Spartanburg, - Harrisburg (Middletown), - Hartford-Bradley, - Honolulu, - Houston-George Bush, - Jacksonville, - Kahului, - Kansas City, - Knoxville-McGhee Tyson (en), - La Nouvelle-Orléans-L. Armstrong, - Lambert-Saint Louis, - Las Vegas-Harry-Reid, - Londres-Heathrow, - Los Angeles, - Los Cabos, - Madison (comté de Dane), - Memphis, - Mexico-B. Juárez, - Miami, - Minneapolis-Saint-Paul, - Montego Bay-Donald Sangster, - Monterrey-M. Escobedo, - Munich-F. J. Strauß, - Nashville, - Newark-Liberty, - New York-LaGuardia, - Norfolk, - Omaha-Eppley, - Santa Ana-J. Wayne, - Orlando, - Paris-Charles de Gaulle, - Philadelphie, - Phoenix-Sky Harbor, - Pittsburgh, - Portland (Maine), - Portland, - Puerto Vallarta, - Punta Cana, - Raleigh-Durham, - Reno-Tahoe, - Richmond-Byrd Field, - Rochester (État de New York), - Rome Léonard-de-Vinci/Fiumicino, - Sacramento, - Salt Lake City, - San Antonio, - San Diego, - San Francisco, - San José (Californie), - San Juan - Luis-Muñoz-Marín, - São Paulo/Guarulhos, - Sarasota-Bradenton, - Savannah, - Seattle-Tacoma, - Toronto (Pearson), - Syracuse-Hancock, - Tampa, - Tel Aviv - Ben Gourion, - Tokyo-Haneda, - Toronto (Pearson), - Traverse City-Cherry Capital, - Tulum, - Vancouver, - Houston-George Bush, - Dacca-Shah Jalal, - Zurich En saison : - Anchorage-T.-Stevens, - Athènes E.-Venizélos, - Barcelone-El Prat, - Belize City-P. S. W. Goldson, - Boise, - Burlington, - Charlotte Amalie - Cyril E. King, - Cozumel, - Dublin, - Édimbourg, - Fairbanks, - Fresno Yosemite, - Grand Cayman-O. Roberts, - Guatemala-La Aurora, - Indianapolis, - Ixtapa/Zihuatanejo, - Jackson Hole, - Kalispell (en), - Key West, - Kona, - Liberia-D.-Oduber, - Milan-Malpensa, - Montrose (en), - Myrtle Beach, - Nassau L. Pindling, - Palm Beach, - Palm Springs, - Pensacola, - Providence-T. F. Green, - Providenciales, - Puerto Vallarta, - Punta Cana, - Rapid City, - Reykjavik-Keflavík, - Saint-Martin - Princesse-Juliana, - Sainte Lucie-Hewanorra, - San José-J. Santamaría, - Shannon, - Sioux Falls, - Spokane, - Tucson, - Vail (comté d'Eagle), - Wichita, - Yampa Valley (en) | [ 38 ] |
| United Express                | - Akron-Canton, - Allentown-Bethlehem-Easton, - Appleton-Outagamie, - Asheville, - Birmingham-Shuttlesworth, - Boise, - Buffalo-Niagara, - Burlington, - Cedar Rapids, - Charleston, - Charleston-Yeager, - Charlottesville, - Chattanooga (en), - Cincinnati-Northern Kentucky, - Colorado Springs, - Columbia Metropolitan, - John Glenn Columbus, - Dayton, - Decatur (en), - Des Moines, - Détroit, - Duluth (en), - El Paso, - Fargo-Hector, - Nord-ouest de l'Arkansas, - Flint-Bishop, - Fort Dodge (en), - Fort Wayne (en), - Grand Rapids-G. R. Ford, - Austin-Straubel, - Greensboro (en), - Greenville-Spartanburg, - Harrisburg (Middletown), - Hancock, - Huntsville (en), - Indianapolis, - Johnstown (comté de Cambria) (en), - Knoxville-McGhee Tyson (en), - Lambert-Saint Louis, - La Nouvelle-Orléans-L. Armstrong, - Lexington-Blue Grass (en), - Lincoln (en), - Little Rock-Clinton, - Louisville-Standiford Field, - Madison (comté de Dane), - Mason City, - Memphis, - Milwaukee-General Mitchell, - Moline (Quad-City) (en), - Montréal (P.-E.-Trudeau), - Nashville, - Oklahoma City (Will Rogers-World), - Omaha-Eppley, - Ottawa (Macdonald-Cartier), - Greater Peoria (en), - Pittsburgh, - Providence-T. F. Green, - Richmond-Byrd Field, - Roanoke–Blacksburg (en), - Rochester (État de New York), - Tri City, MI (en), - Salina (en), - Savannah, - Sioux City (Sioux Gateway), - Sioux Falls, - South Bend (Indiana) (en), - Springfield–Branson (en), - State College, - Syracuse-Hancock, - Toronto (Pearson), - Traverse City-Cherry Capital, - Tulsa (en), - Wichita, - Wilkes-Barre/Scranton, - Winnipeg (J. A. Richardson) En saison : - Albany, - Albuquerque, - Aspen, - Austin-Bergstrom, - Bangor, - Charlotte-Douglas, - Cleveland-Hopkins, - Fresno Yosemite, - Great Falls, - Harlingen-Valley International (en), - Hartford-Bradley, - Hilton Head Island - Jacksonville, - Joplin, - Kalispell (en), - Kansas City, - Key West, - Minneapolis-Saint-Paul, - Missoula, - Montrose (en), - Myrtle Beach, - Nantucket Memorial (en), - New York-LaGuardia, - Norfolk, - Palm Springs, - Plages du nord-ouest de la Floride, - Pensacola, - Portland (Maine), - Québec (Jean-Lesage), - Raleigh-Durham, - Rapid City, - Salt Lake City, - San Antonio, - Spokane, - Sun Valley (Idaho) (en), - Tucson, - Washington-Reagan, - Wilmington (en), - Yampa Valley (en) | [ 38 ] |
| Viva Aerobus                  | Guadalajara-M. Hidalgo y Costilla, León-Guanajuato (Bajio), Mexico-B. Juárez, Monterrey-M. Escobedo, Morelia En saison : Zacatecas-L. C. Ruiz |        |
| Volaris                       | Guadalajara-M. Hidalgo y Costilla, León-Guanajuato (Bajio), Mexico-B. Juárez, Morelia, Querétaro En saison : Huatulco, Ixtapa/Zihuatanejo, Puerto Vallarta | [ 40 ] |
| WestJet                       | En saison : Calgary |        |

Édité le 02/01/2019  Actualisé le 14/06/2024

## Opérateurs de cargaison

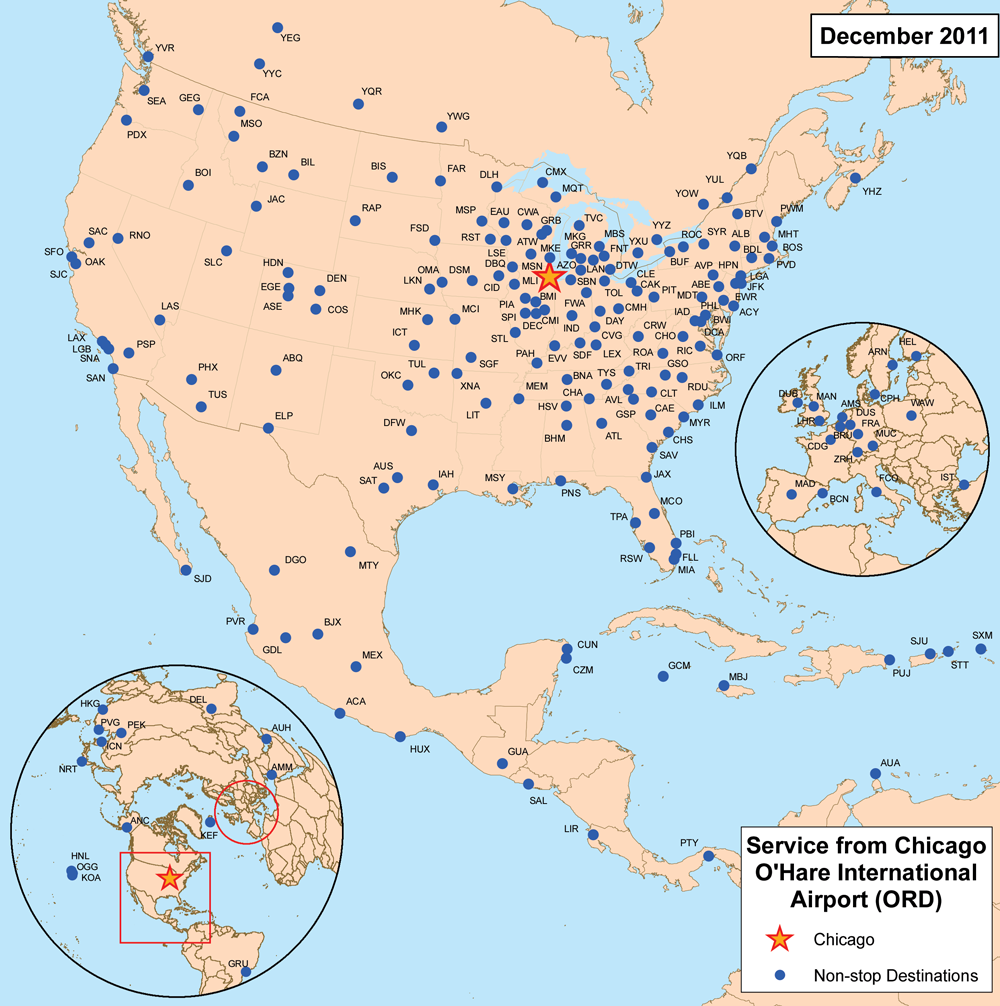
Toutes les destinations directes depuis O'Hare.

L'aéroport international O'Hare de Chicago est un leader en matière de circulation du fret, du courrier et des marchandises. O'Hare est actuellement le septième aéroport cargaison-mobile le plus occupé de l'Amérique du Nord. Les fleurs d'Amérique latine, l'électronique d'Asie et l'outillage industriel d'Europe sont seulement une petite partie des 1,7 million de tonnes de mouvements de fret aérien y transitant tous les ans. Des marchandises sont embarquées vers plus de 210 destinations globales par 23 des 25 porteurs principaux de cargaison et il offre plus de 50 lignes aériennes pour les passagers.
L'importation et les exportations sont très efficaces depuis O'Hare car l'aéroport est desservi par un grand nombre d'autoroutes et de routes nationales. Les agents de douanes font de O'Hare un choix logique et efficace pour la distribution de cargaison.
Les avantages de O'Hare sont impressionnants. Si l'aéroport était un pays, il se rangerait juste devant la Roumanie en valeur de marchandises exportées et juste devant Israël en valeur des marchandises importées. L'accès inégalé de O'Hare à la chaîne d'approvisionnements globale fait vraiment de Chicago un lieu de passage mondial.

## Plan de modernisation
La saturation du trafic, les retards et les annulations de vols sur O'Hare affectent la circulation aérienne sur l'ensemble des États-Unis. En 2004, United Airlines et American Airlines ont accepté de modifier la programmation de leurs vols pour réduire la congestion de l'aéroport. À cause du trafic aérien sur et aux alentours de l'aéroport, les contrôleurs aériens de O'Hare sont considérés comme les plus occupés du monde pour ce qui est du nombre de vols traités par heure.
La ville a donc approuvé un investissement de 6 milliards de dollars pour accroître les capacités de l'aéroport de 60 % et abaisser les retards de 79 %. Ce plan a été approuvé par la FAA en octobre 2005 et entraînera une reconfiguration des pistes et un agrandissement des terminaux. 4 pistes seront ajoutées et 3 abandonnées dans le but de donner au terrain d'atterrissage une configuration de 8 pistes parallèles, similaire à celle de l'aéroport international de Dallas-Fort Worth. Ce plan est jugé nécessaire pour augmenter la capacité du nombre de vols de l'aéroport et éviter qu'il ne soit dépassé par d'autres aéroports du pays. Les avions devraient pouvoir atterrir et se poser plus rapidement, même par temps extrême comme peut le connaitre la région de Chicago. Le plan de modernisation a été lancé après de sérieux retards et l'achèvement de la première nouvelle piste est prévu pour 2008-2009. Les terminaux 3 et 5 seront agrandis et un nouveau terminal Ouest est programmé avec de nouveaux accès par l'ouest de l'aéroport. Cependant des acquisitions de terrains sont nécessaires, demandant le relogement de 2 800 habitants. Ce programme de modernisation augmentera la capacité de l'aéroport à 3 800 mouvements d'avions par jour contre 2 700 actuellement et augmentera considérablement la capacité en nombre de passagers :
- pistes existantes
- nouvelles pistes
- pistes supprimées

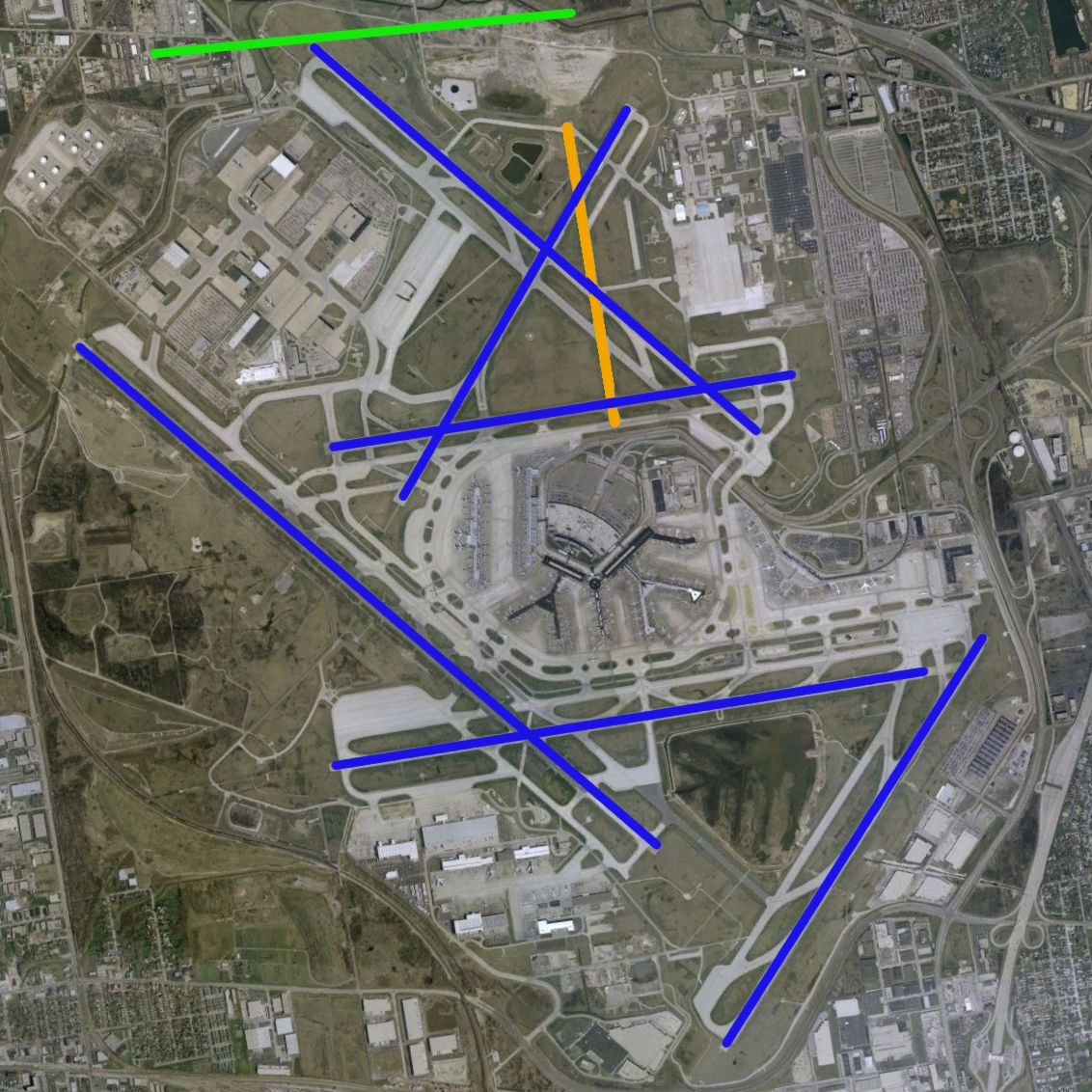
Phase 1 du programme de modernisation.
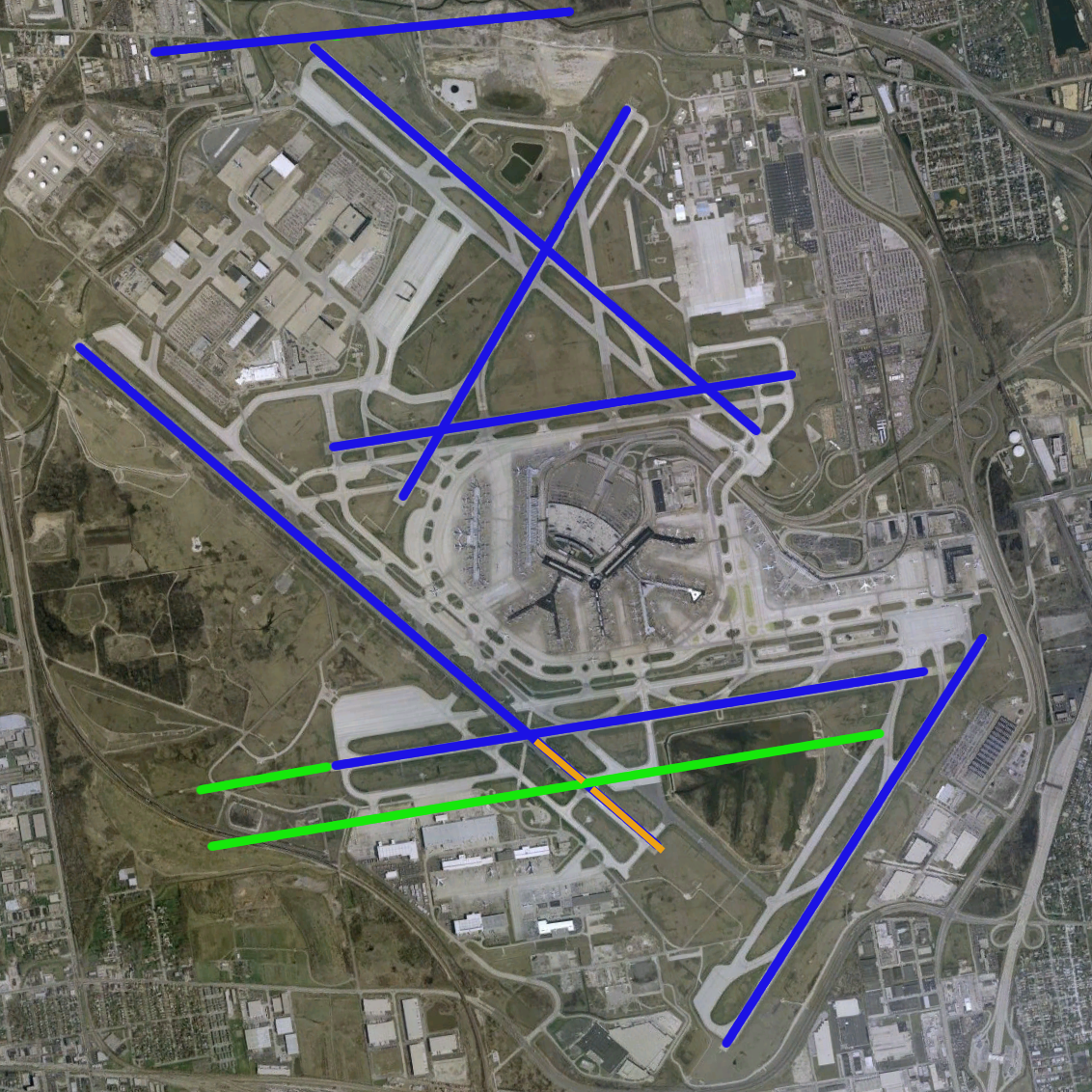
Phase 2.
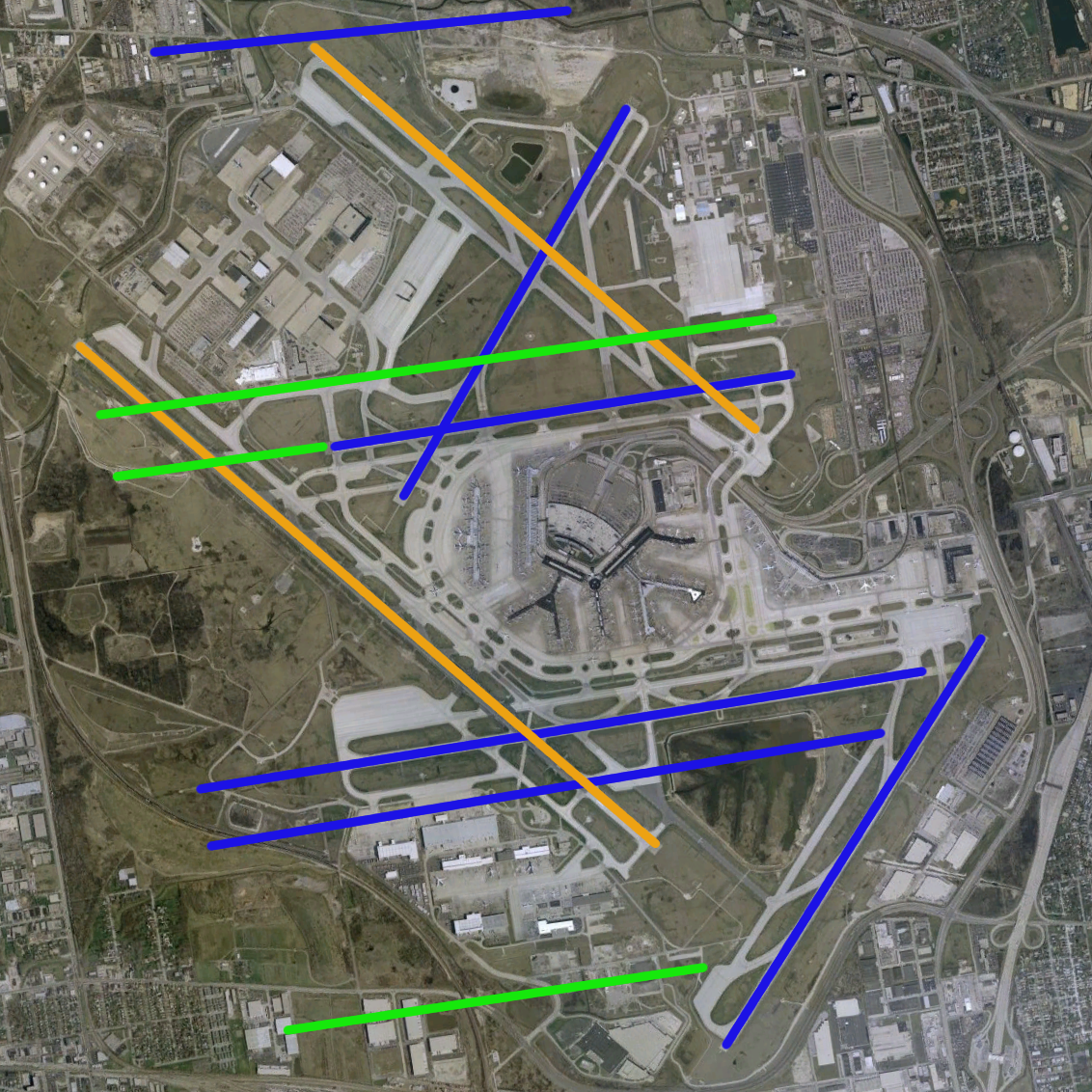
Phase 3.
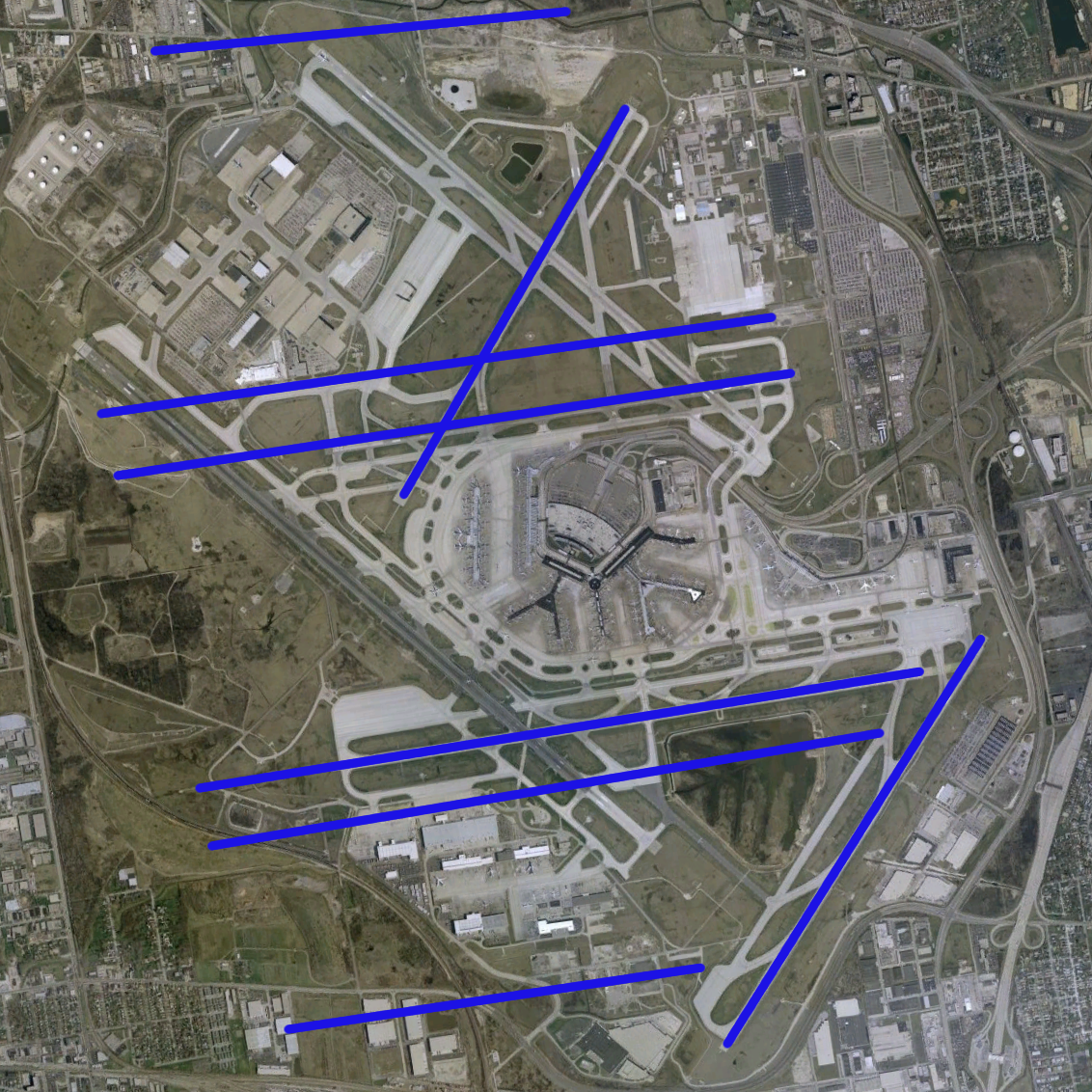
Configuration finale des pistes.

## Transports

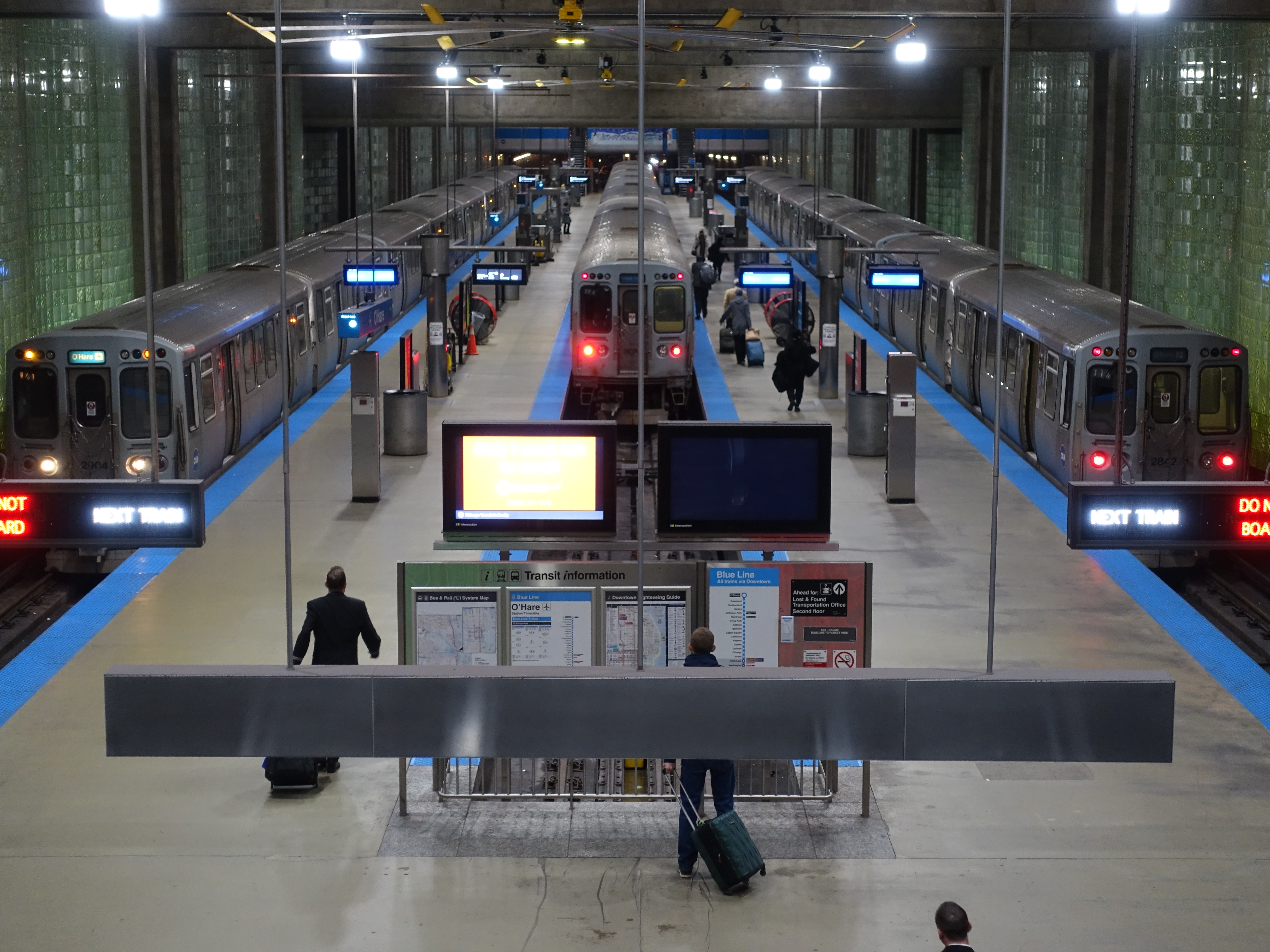
La station O'Hare sur la ligne bleue du métro de Chicago.

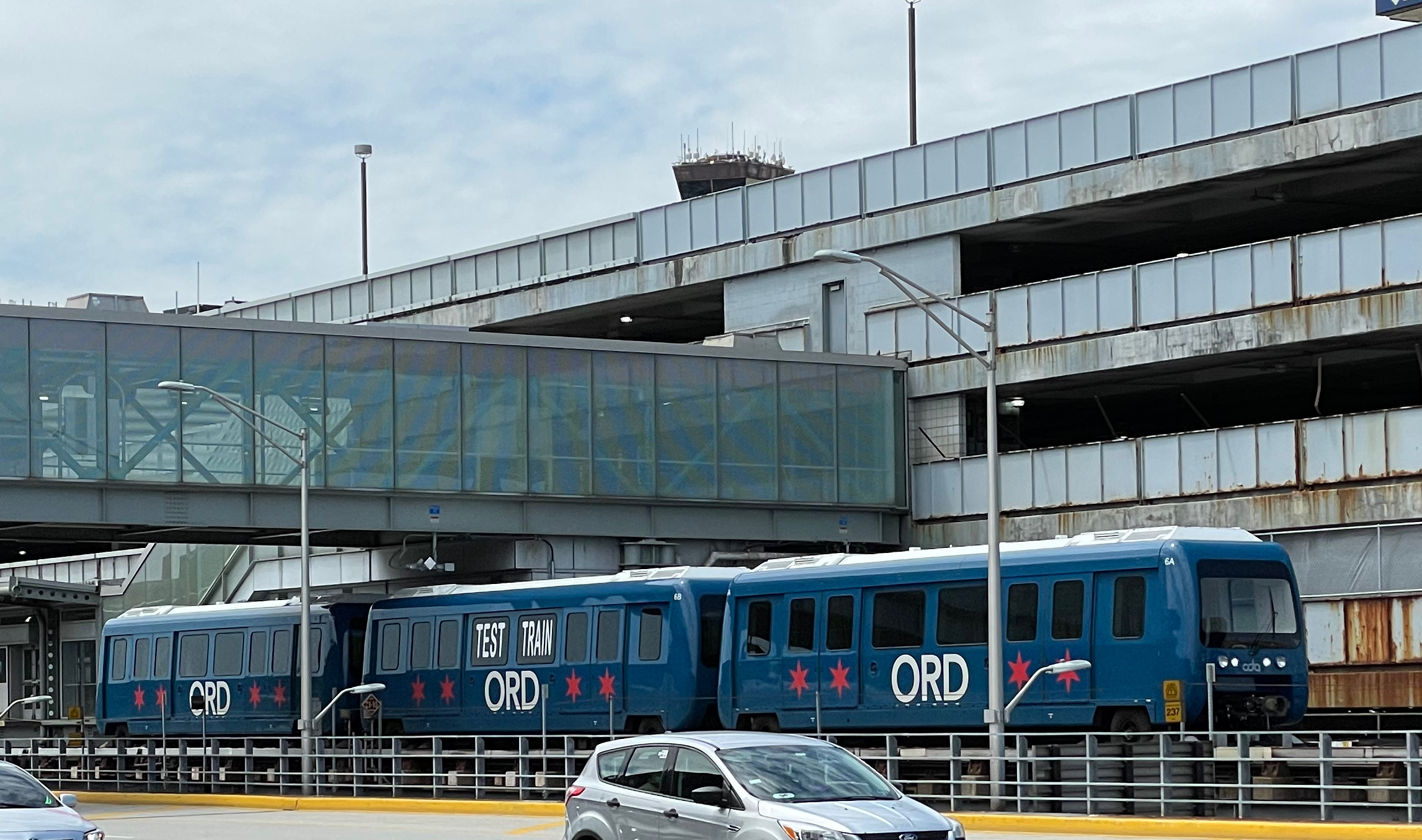
Une rame de l'Airport Transit System.

À l'intérieur même de l'aéroport existe un système de transports en commun propre à l'aéroport appelé Airport Transit System (ATS), un système de navette automatique long de 4 km fonctionnant 24 heures par jour, et reliant les quatre aérogares et les parcs de stationnement les plus éloignés. Le système est opérationnel depuis 1993, et sera soumis prochainement à l'amélioration du système par l'ajout de 24 nouvelles voitures et par l'extension de la ligne vers un nouveau garage de stationnement. Les travaux seront rendus possibles grâce à un don de 90 millions de dollars.
Concernant la desserte de l'aéroport O'Hare depuis les transports en commun de la ville, la ligne bleue du métro de Chicago relie l'aéroport (par la station O'Hare) à la station Forest Park. D'une manière générale, elle dessert les quartiers nord-ouest de la ville, en passant par le secteur financier du Loop (Downtown Chicago), pour s'y rendre il faut compter environ 45 minutes.
C'est la deuxième ligne la plus fréquentée avec 130 000 voyageurs par jour. Elle fonctionne 24 heures sur 24 et 7 jours sur 7. L'extension vers O'Hare a été inaugurée en 1984 par le maire de Chicago Harold Washington. Par l'autoroute, la Kennedy Expressway passe également par l'aéroport depuis Downtown ou les banlieues nord. Par le chemin de fer, le Metra qui est le plus vaste réseau de train de banlieue de l'aire métropolitaine de Chicago dessert également O'Hare.

## Incidents
- Le 25 mai 1979, le McDonnell Douglas DC-10 assurant le vol American Airlines 191 s'écrase à la suite du détachement de l'avion du moteur numéro 1 peu après son décollage. Ce crash tue les 271 occupants de l'avion et deux personnes au sol.
- Le 28 octobre 2016, un avion du vol 383 d'American Airlines prend feu au moment du décollage pour des raisons encore inconnues. Une vingtaine de personnes sont légèrement blessées[41].

## Dans la culture populaire
Films ayant pour cadre l'aéroport O'Hare, pour ne citer qu'eux :
- Risky Business en 1983 ;
- Un ticket pour deux en 1987 ;
- Maman, j'ai raté l'avion ! en 1990 ;
- Maman, j'ai encore raté l'avion ! en 1992 ;
- Nuits blanches à Seattle en 1993 ;
- Le Mariage de mon meilleur ami en 1997 ;
- U.S. Marshals en 1998 ;
- Mon beau-père, mes parents et moi en 2004 ;
- dans un classique des célèbres dessins animés de Looney Tunes, Bugs Bunny survolant l'aéroport en avion s'exclame « Oh, l'aéroport O'Hare ! » ;
- plusieurs épisodes de la série télévisée Prison Break.

## Galerie d'images

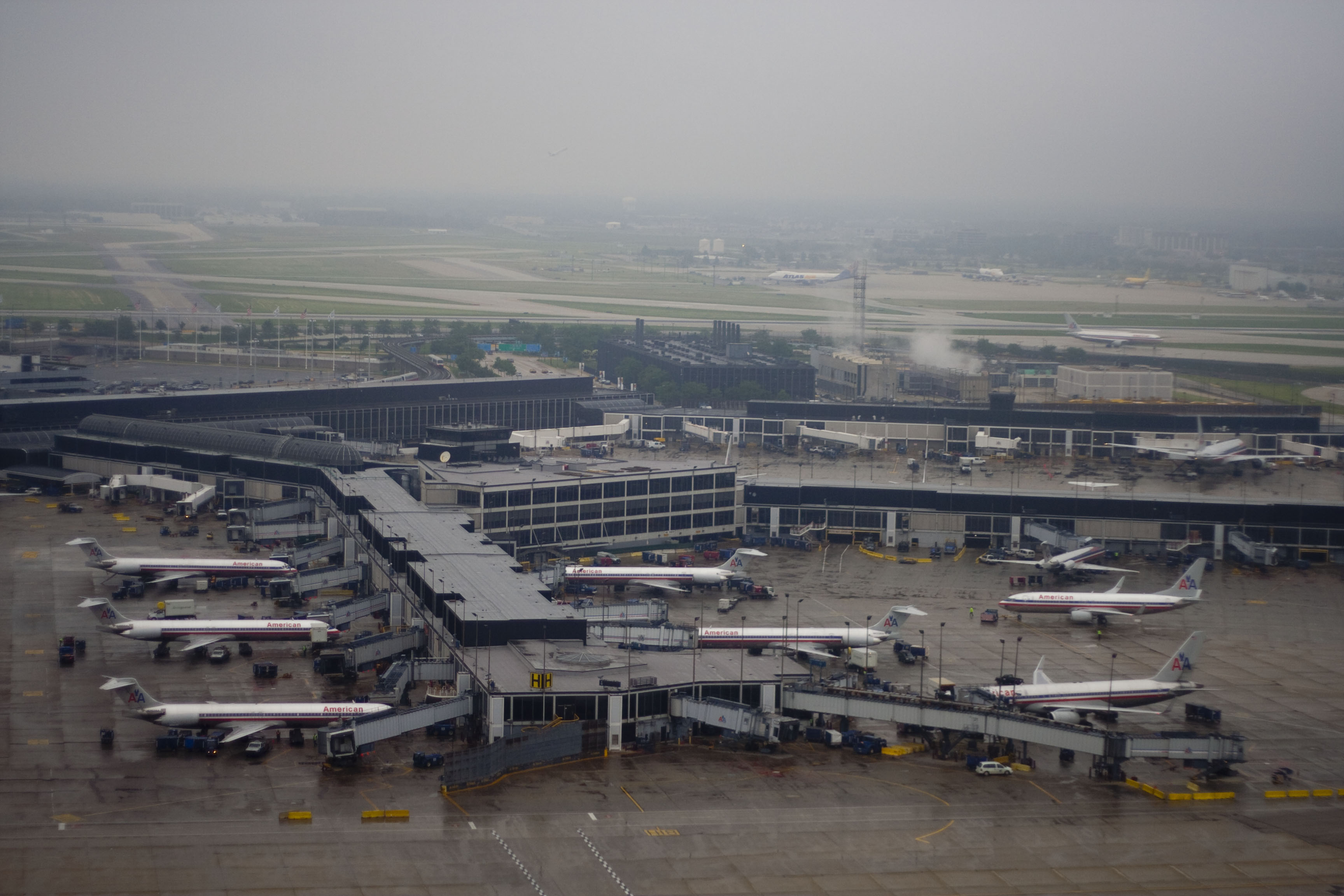
Terminal H
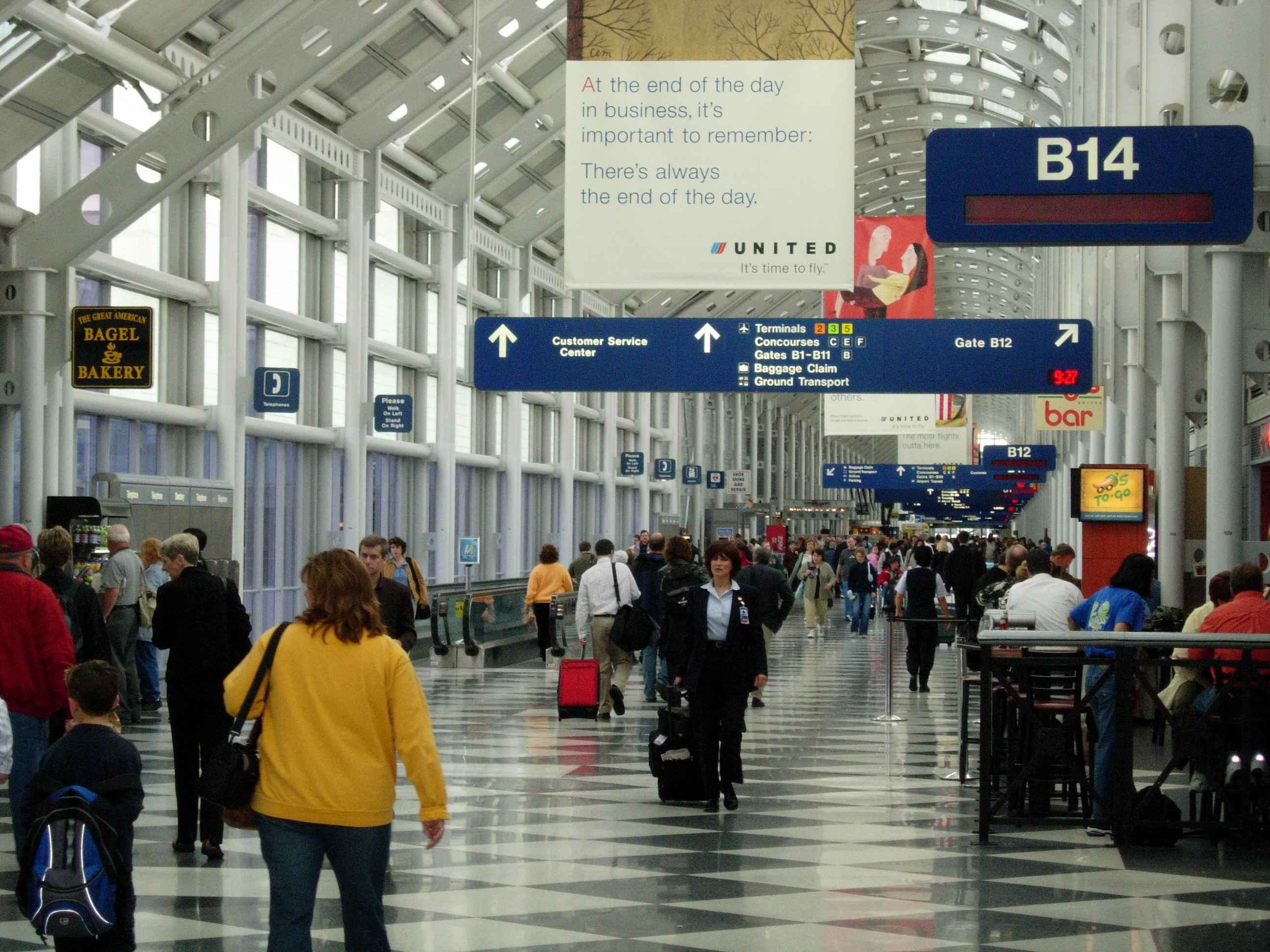
Hall du terminal 1
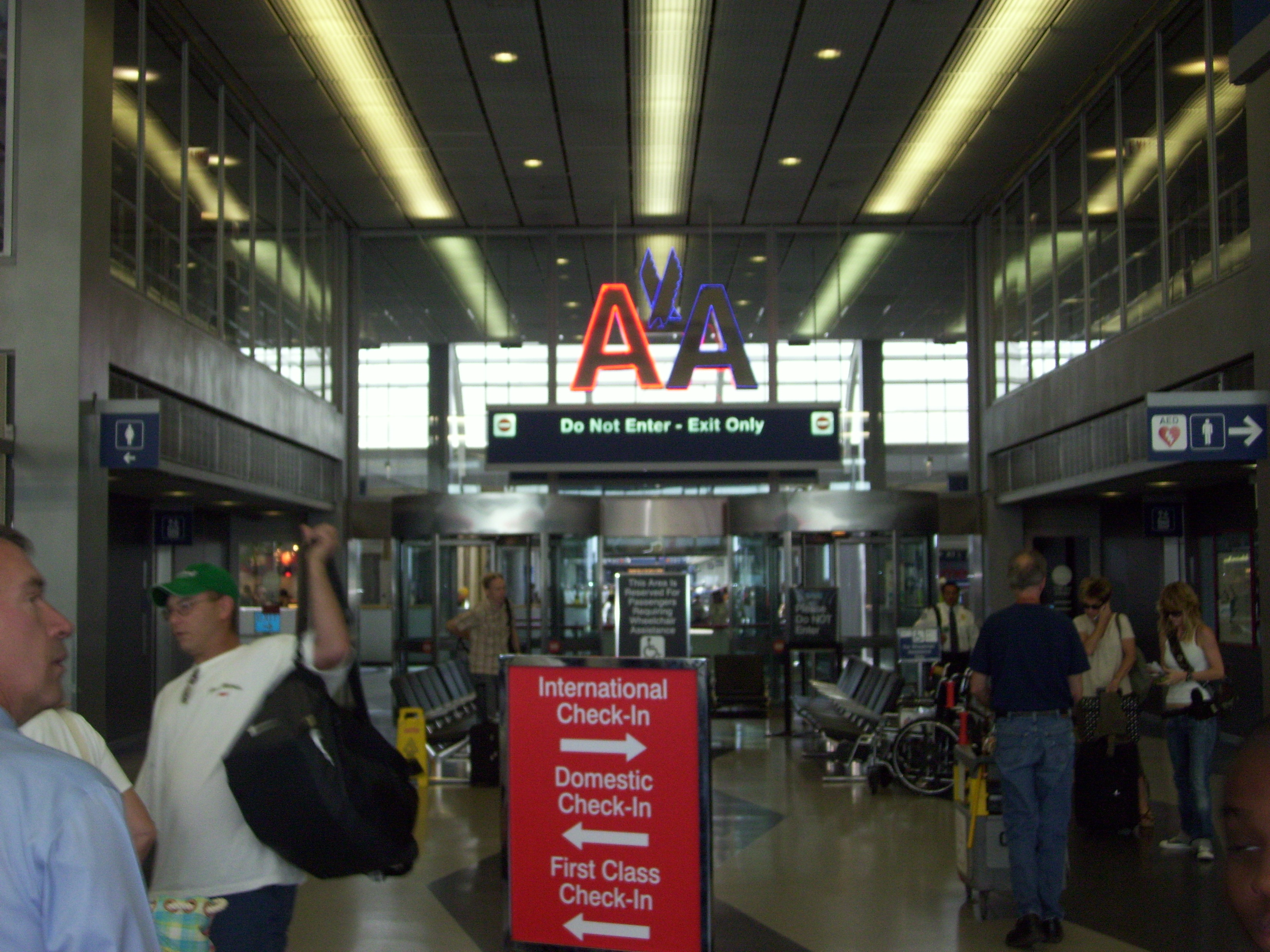
Terminal 3
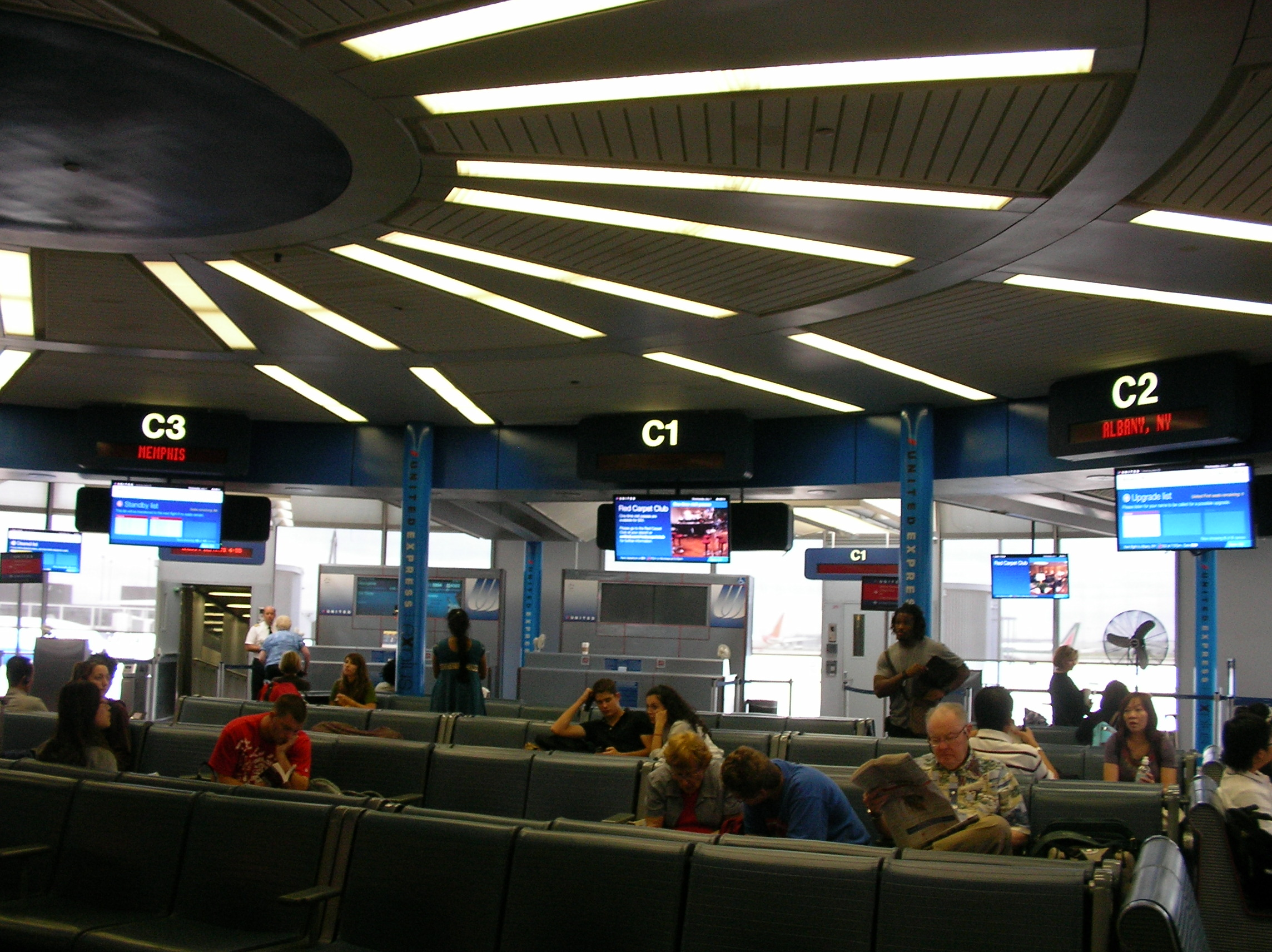
Salle d'attente
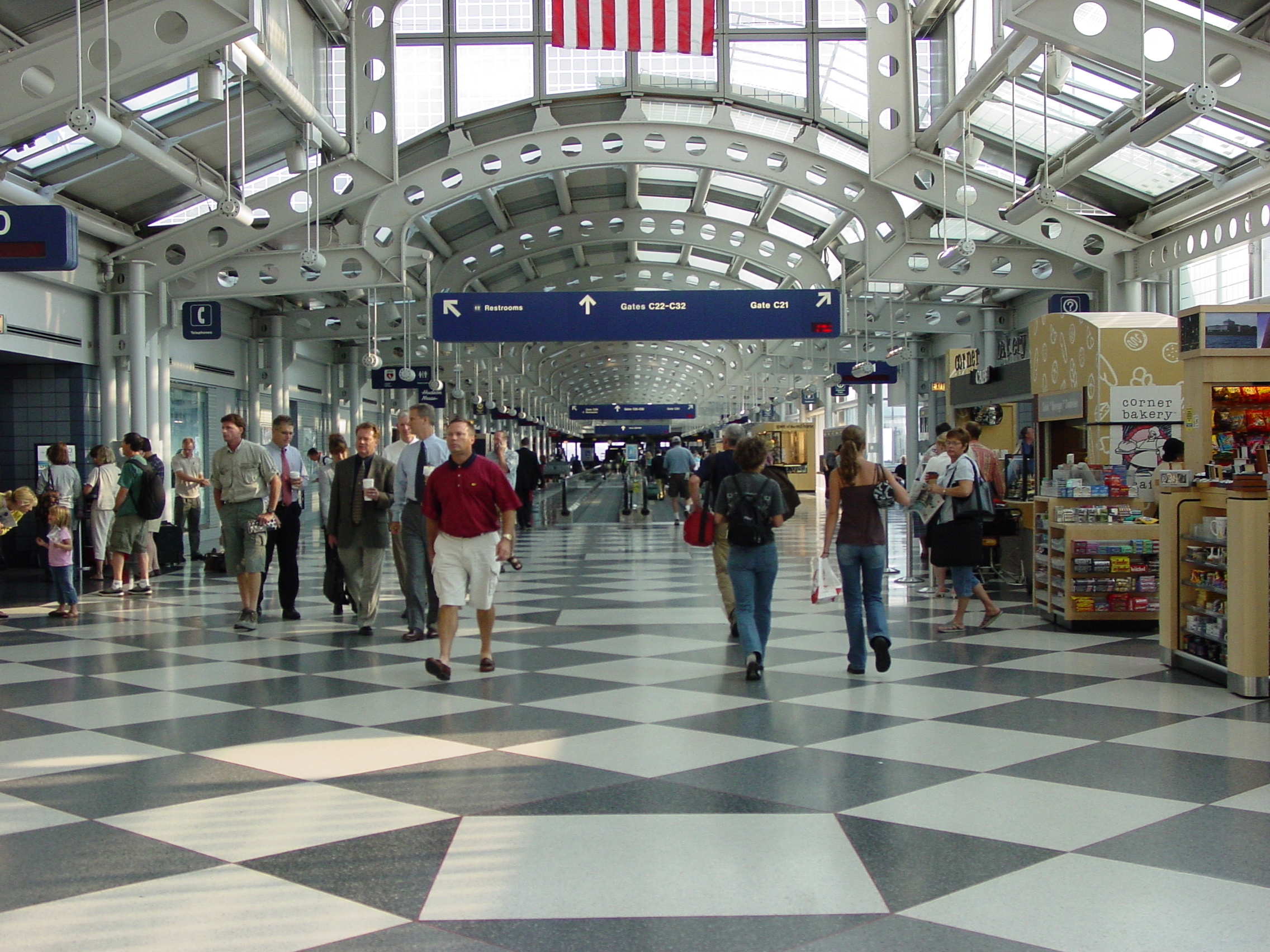
Terminal C
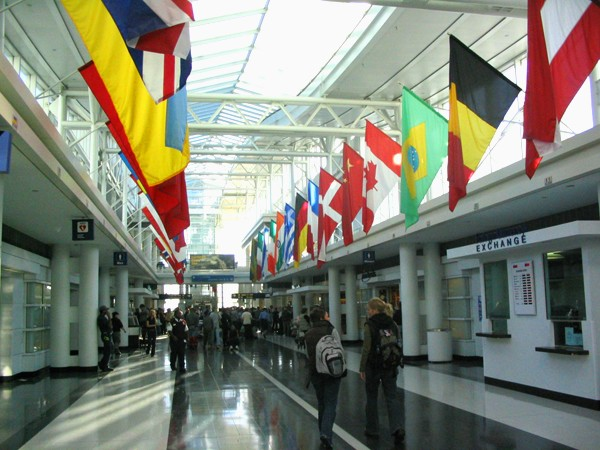
Terminal 5
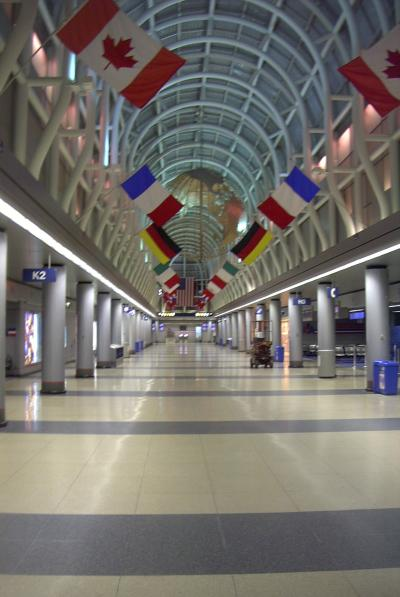
Terminal K